# Димаро Фолгарида
Дима̀ро Фолга̀рида (на италиански: Dimaro Folgarida) е община в Северна Италия, автономна провинция Тренто, автономен регион Трентино-Южен Тирол. Административен център на общината е село Димаро (Dimaro), което е разположено на 766 m надморска височина. Населението на общината е 2156 души (към 2017 г.).
Общината е създадена в 1 януари 2016 г. Тя се състои от две предшествуващи общини Димаро и Монкласико, които сега са най-важните центрове на общината.